# Akaiwa
Akaiwa (wörtlich: roter Fels; jap. 赤磐市 Akaiwa-shi, deutsch ‚kreisfreie Stadt Akaiwa‘, englisch Akaiwa City) ist eine Stadt mit rund 45.000 Einwohnern in der japanischen Präfektur Okayama.

## Geschichte
Die kommunale Verwaltungseinheit Akaiwa wurde am 7. März 2005 aus der Vereinigung der Gemeinden Akasaka (赤坂町, -chō), Kumayama (熊山町, -chō), Sanyō (山陽町, -chō) und Yoshii (吉井町, -chō) des Landkreises (-gun) Akaiwa gegründet.

## Sehenswürdigkeiten

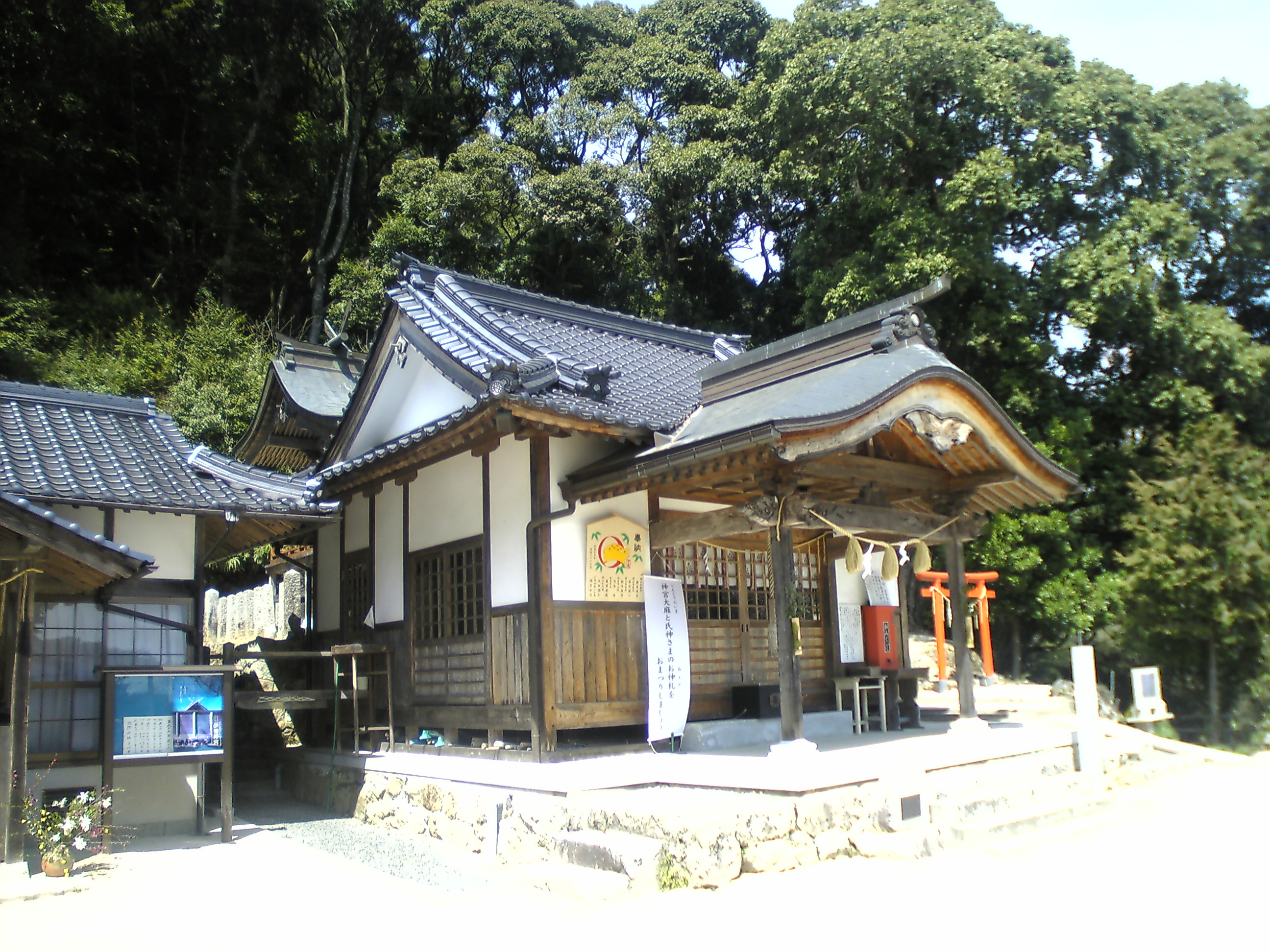
Isonokamifutsumitama-Schrein

Zu den Hauptattraktionen der Stadt zählen die Kumayama-Ruinen (熊山遺跡, Kumayama iseki), ein wichtiges buddhistisches Zeugnis der frühen Nara-Zeit und der Isonokamifutsumitama-Schrein (石上布都魂神社, Isonokamifutsumitama-jinja).

## Verkehr
Die Stadt wird straßenmäßig erschlossen durch die Sanyo-Autobahn sowie die Nationalstraßen 374 und 484. Zudem liegt sie an den Bahnstrecken JR und der Sanyo-Hauptlinie.

## Angrenzende Städte und Gemeinden
Im Westen grenzt Akaiwa an die Hauptstadt der Präfektur Okayama und im Osten liegt Bizen.